# MBDA Mistral
Mistral es un misil antiaéreo, tierra-aire, dirigido por infrarrojos fabricado por la empresa multinacional europea de sistemas de misiles MBDA (anteriormente por Matra BAe Dynamics) y distribuido en 1988. Está basado en el misil francés SATCP (Sol - Aire À Très Courte Portée), el misil portátil desarrollado en 1974 que más tarde se convertiría en el Mistral.

## Características

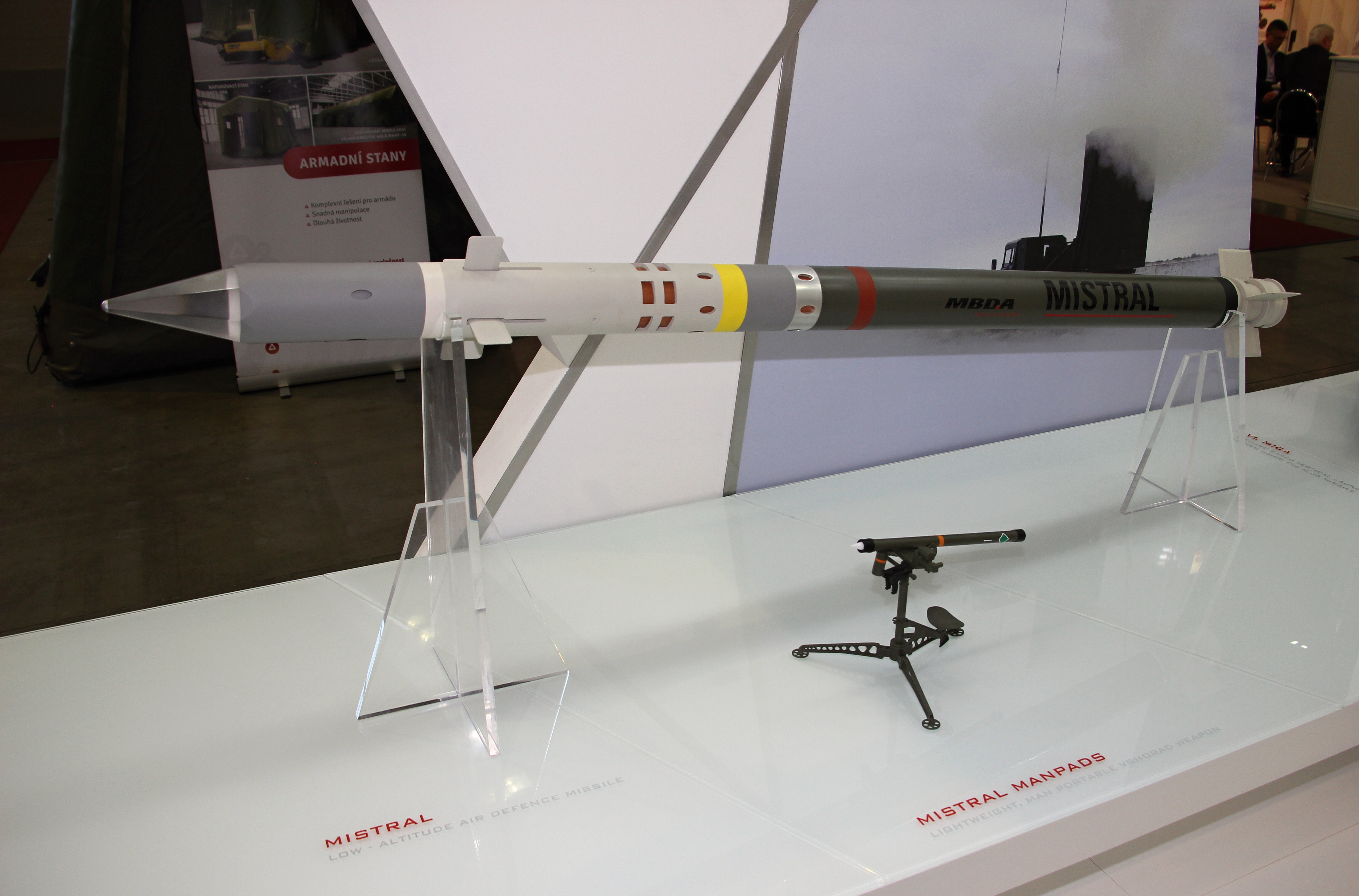
misil Mistral en una exhibición

Es un sistema de armas para baja y muy baja cota portátil, que colabora en la defensa de puntos vitales o unidades de combate. Entre sus características tácticas cabe destacar que es del tipo "dispara y olvida".
Este misil consta de un sistema de autoguiado directo pasivo, con navegación proporcional, cuya cabeza de guerra explosiva contiene 1800 bolas de tungsteno y una carga explosiva de 3 kg de hexolita. Dicha cabeza consta de tres formas de actuación:
- Por colisión
- Mediante espoleta de proximidad
- Mediante autodestrucción a los 12,5 s

Su alcance es variable en función del tipo de objetivo, así pues, el alcance eficaz ante helicópteros es de 4 km, mientras que en el caso de los aviones puede llegar a los 6 km de distancia.

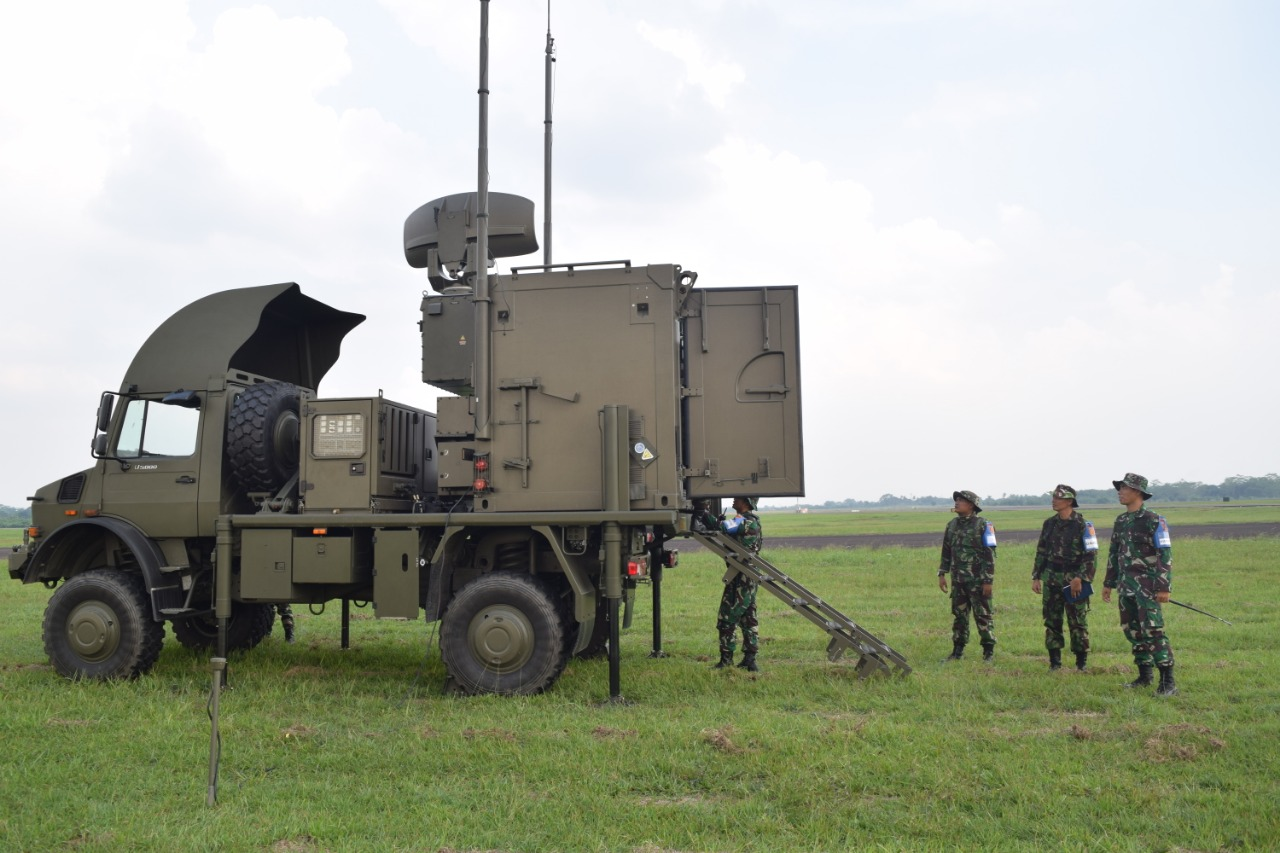
Puesto de Coordinación Mistral (MCP) con Oerlikon Contraves SHORAR.

Mistral es un sistema de misiles de defensa aérea de corto alcance (SHORAD) que puede utilizarse desde vehículos, buques de superficie y helicópteros, así como en una configuración portátil. Cuando se utiliza como MANPADS, el misil "Mistral" se transporta en un contenedor de transporte y lanzamiento (MPC) junto con un interrogador "amigo o enemigo", una fuente de energía y un trípode con sus dispositivos de observación. Luego serán manejados por una pareja de tripulantes: el comandante y el tirador. También existen unidades de lanzamiento que permiten disparar el misil desde vehículos blindados, barcos o helicópteros (como el Aérospatiale Gazelle, el Denel Rooivalk o el Eurocopter Tiger). Para desactivar las bengalas expulsadas desde la parte trasera de un avión objetivo, se adopta para el Mistral una navegación proporcional utilizando un giroscopio como referencia, en lugar del método de persecución de los MANPADS guiados por infrarrojos anteriores. Para mejorar aún más la capacidad ECCM , el buscador de Mistral tiene un campo de visión muy estrecho para rechazar señuelos e interferencias, el buscador puede inclinarse en el rango de +/- 38 grados. En el lanzador, el misil sube por el giroscopio en 2 segundos y el tiempo total de reacción es de 5 segundos. El buscador de infrarrojos refrigerado de dos colores (2–4 y 3–5  µm ) de Mistral es desarrollado por SAT (Société Anonyme de Telecommunications), y el misil adopta espoletas láser de proximidad y de impacto.
El MCP (Puesto de Coordinación Mistral) se mostró por primera vez en el Salón Aeronáutico de París de 1991 equipado con SHORAR (radar de defensa antiaérea de corto alcance) de Oerlikon Contraves. El MCP está diseñado para usarse con un sistema Mistral portátil, sistemas ATLAS, ALBI o MPCV y también como parte de los sistemas de defensa aérea terrestre (GBAD) de misiles MBDA Mistral para la defensa aérea de unidades militares e instalaciones importantes.
El MCP proporciona designación de objetivos y control de fuego para once sistemas de defensa aérea de unidades de disparo Mistral, ALBI, ATLAS o MPCV. El MCP se monta en el chasis de un camión o en cualquier otro chasis todoterreno. La versión más nueva de MCP se llama IMCP o Puesto de control de misiles mejorado.
Un sistema de armas de corto alcance basado en Mistral es una versión de seis misiles llamada Sadral, con un lanzador estabilizado de recarga rápida que está totalmente automatizado. Un director de control de fuego desarrollado por CSEE está integrado en el lanzador, compuesto por una cámara de TV y FLIR. Las imágenes producidas por ambos directores aparecen en la pantalla de la consola del operador debajo de la cubierta, y los misiles se fijan en el objetivo antes de ser lanzados. Un lanzador Sadral completamente cargado pesa 1080 kg y la consola del operador pesa 280 kg. Una unidad de dos misiles instalada en barcos se llama Simbad, y una versión recientemente lanzada de cuatro misiles se llama Tetral. Se propone ahora una evolución del Simbad: Simbad RC. Ambos tetralesy Simbad RC se controlan de forma remota desde la cubierta del barco, mientras que el Simbad original se opera manualmente con una simple mira óptica.

## Plataformas
- Movilidad: Transportable.
- Número de operarios: 2

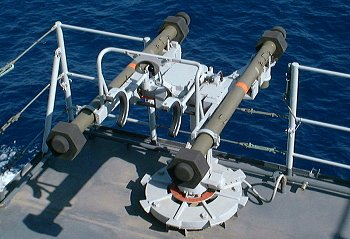
Sistema de misil de defensa antiaérea Simbad en un buque de guerra.

- Tiempo de entrada en posición: 2 min
- Tiempo de recarga: 30 s
- Preparación para el empleo: 30 s
- Alcance mínimo: 500 m

## Datos técnicos

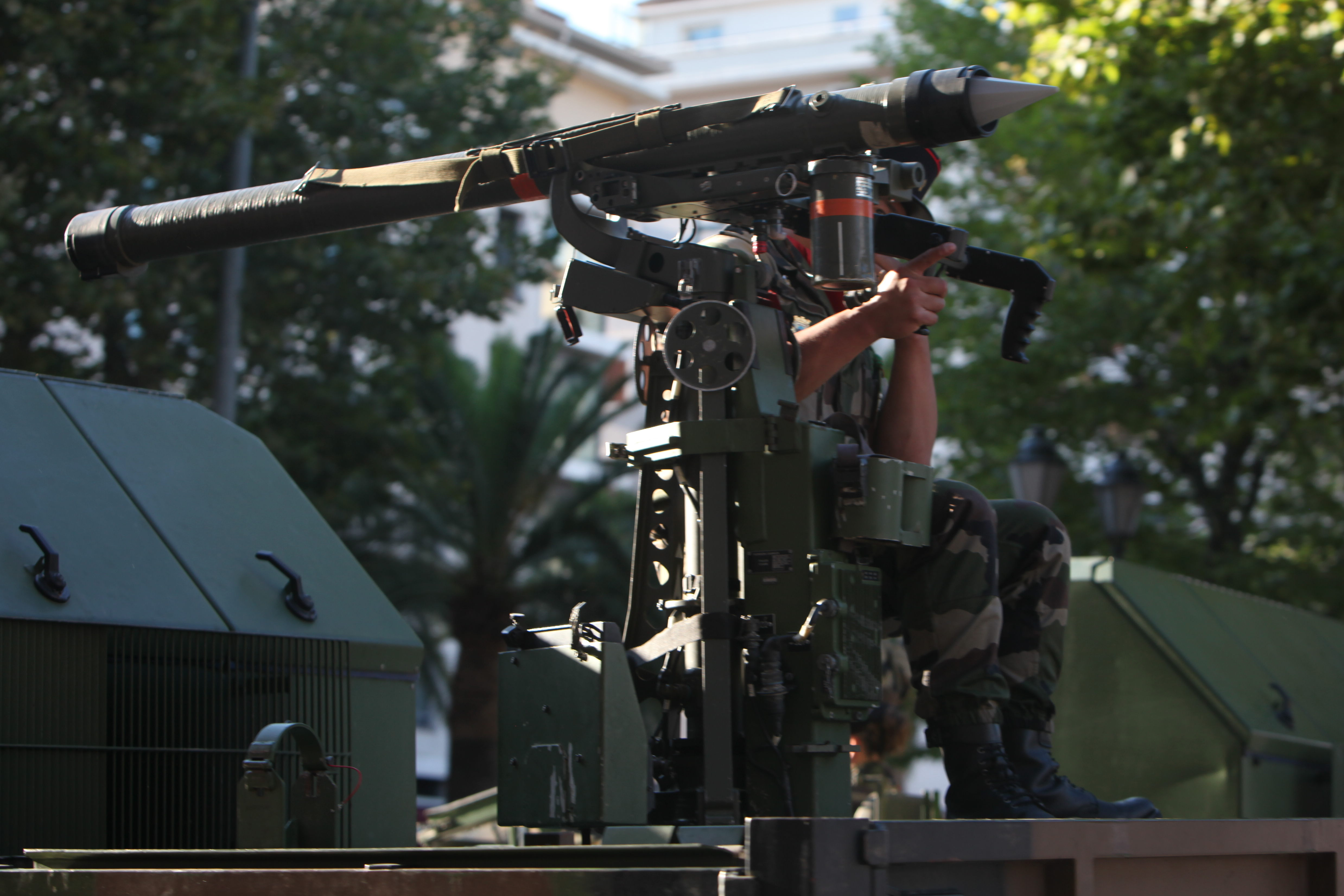
Elementos del 54.º Regimiento de Artillería de Francia (54RA) desfilando durante las celebraciones del 14 de julio en Toulon en 2011.

### Mistral 1
- Longitud: alrededor de 1,9 m
- Diámetro del cuerpo: 9,25 cm.
- Diámetro con estabilizadores: 18 cm
- Peso: 19kg
- Propulsión: motor cohete sólido de dos etapas (propulsor y motor de crucero)
- Booster: de 0 a 40 m/s en 0,4 segundos
- Motor de crucero: 2,5 segundos de combustión
- Ojiva: 3 kg con aproximadamente 1800 bolas de tungsteno (metralla), encendidas por un impacto y/o una espoleta de proximidad láser.
- Velocidad: Mach 2,5 (aprox. 3100 km/h)
- Alcance: 5 km (hasta un máximo de 3 km de altitud de combate)

### Mistral 2
como Mistral 1, pero:
- Peso: más ligero que su predecesor
- Velocidad: Mach 2,6 (aprox. 3200 km/h)
- Alcance: 6 km (hasta una altura máxima de combate de 3 km)

### Mistral 3
como Mistral 2, pero:
- Cabezal de búsqueda: cabezal de búsqueda por infrarrojos con procesamiento de imágenes digitales[3]
- Longitud: alrededor de 1,86 m
- Diámetro del cuerpo: 9,0 cm
- Peso: 19,7 kg
- Velocidad: hasta Mach 2,71 (930 m/s)[3]
- Alcance: 7 kilómetros[3]
- Maniobrabilidad: hasta 30 g

## Historial de servicio
Los misiles Mistral utilizados por las fuerzas ruandesas en la segunda guerra del Congo derribaron un caza BAE Hawk de la Fuerza Aérea de Zimbabue el 23 de marzo de 1999.
Se instalaron dos lanzadores automatizados SADRAL (reciclados de las fragatas clase Georges Leygues ya retiradas) y cada uno equipado con seis misiles tierra-aire Mistral Mk 3 en tres fragatas clase La Fayette de la Armada francesa en el período 2021-2023. El sistema reemplazó al anterior sistema Crotale SAM para proporcionar una defensa modernizada contra objetivos que rozan el mar. El Mistral Mk 3 lleva un buscador de imágenes infrarrojas y posee capacidades avanzadas de procesamiento de imágenes. Esto le permite atacar objetivos de baja firma térmica, como: vehículos aéreos no tripulados, misiles propulsados por turborreactores y naves rápidas a larga distancia, al tiempo que, según se informa, ofrece resistencia a las contramedidas. El sistema también se lleva a cabo en elEl portaaviones Charles de Gaulle, los buques de asalto anfibio de la clase Mistral y (SIMBAD-RC) se están instalando en los buques de apoyo de la clase Jacques Chevallier de la Armada francesa.
También se instalaron dos torretas Sadral para Mistral en la cubierta elevada a cada lado del hangar de helicópteros de las antiguas fragatas clase Cassard. También se proporciona espacio para el sistema SADRAL/Mistral en las fragatas francesas de clase Horizon pero, a partir de 2021, no se ha instalado en esos buques.
Noruega envió 100 sistemas Mistral a Ucrania poco después del inicio de la invasión rusa de Ucrania en 2022. En respuesta a la necesidad de envíos de armas más rápidos como resultado de la guerra, a principios de 2023 MBDA comenzó a acelerar la producción del Mistral 3 de 20 a 30 misiles por mes.

## Operadores

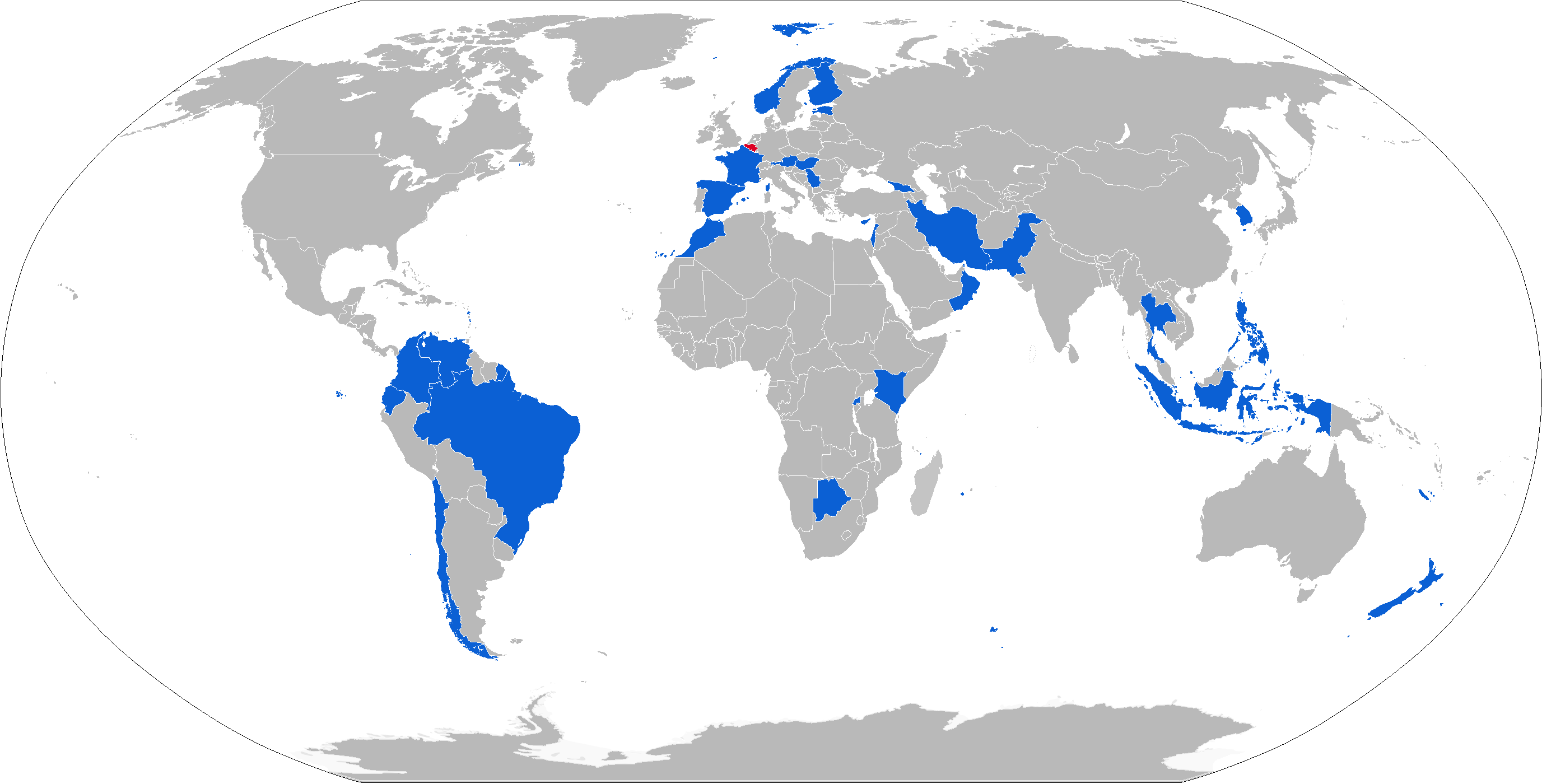
Mapa con operadores Mistral en azul

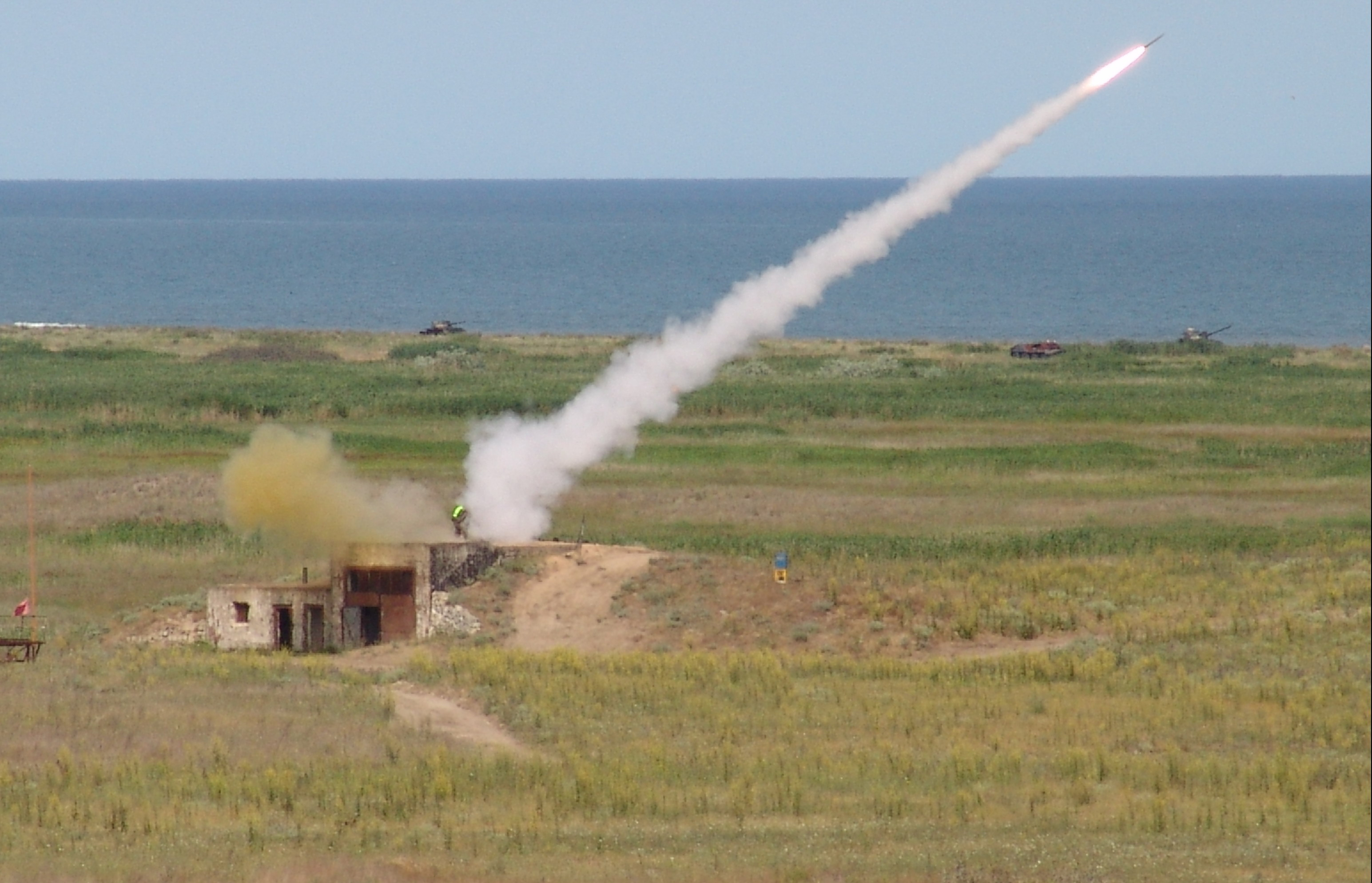
Lanzamiento del misil Mistral durante un ejercicio militar conjunto franco-rumano. (Polígono de tiro de Capu Midia), año 2007.

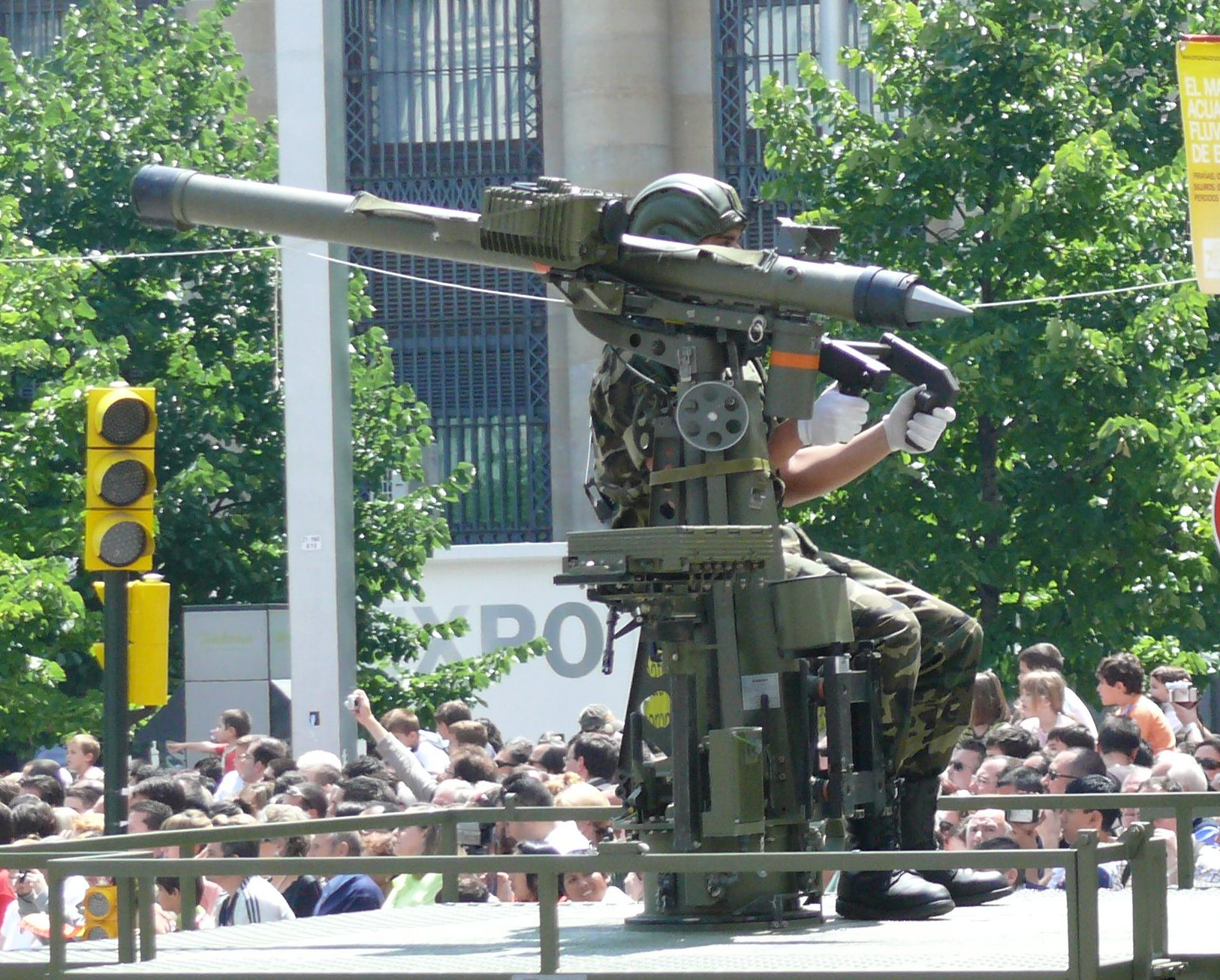
Una lanzadera MBDA Mistral montada en un VAMTAC del Ejército de Tierra de España, año 2008.

El Mistral se produce en serie desde 1989 y ahora es usado por 37 fuerzas armadas de 25 países, entre los que se encuentran los siguientes:
 Austria
 Brasil
 Bélgica
 Chile
- Fuerza Aérea de Chile Regimiento de Artillería Antiaérea.
- Ejército de Chile
- Armada de Chile

 Chipre
 Colombia
 Corea del Sur
 España
- Ejército del Aire de España. Puestos de tiro Atlas en el Escuadrón de Apoyo al Despliegue Aéreo (EADA).
- Ejército de Tierra de España. 108 unidades.[14] El Ejército de Tierra adquirió misiles antiaéreos portátiles de infantería con sistema de autoguiado por infrarrojos MBDA Mistral en 1988.[15] También es montado en vehículos de combate como el VAMTAC.

 Ecuador
 Estonia
 Finlandia
 Francia
 Hungría
 Indonesia
 Marruecos
 Nueva Zelanda
 Noruega
 Omán
 Pakistán
 Singapur
 Sudáfrica
 Tailandia
 Venezuela

### Misiles similares
- FIM-92 Stinger
- Misil Starstreak
- 9K38 Igla
- RBS-70
- 9K34 Strela-3
- KP-SAM Shingung
- Blowpipe

### Listas relacionadas
- Anexo:Tabla comparativa entre sistemas de defensa aérea portátiles
- Anexo:Materiales del Ejército de Tierra de España
- Anexo:Materiales de la Infantería de Marina Española
- Anexo:Aeronaves y armamento del Ejército del Aire de España